# (34702) 2001 OW62
2001 OW62 (asteroide 34702) é um asteroide da cintura principal. Possui uma excentricidade de 0.05566940 e uma inclinação de 6.71473º.
Este asteroide foi descoberto no dia 20 de julho de 2001 por LONEOS em Anderson Mesa.